# Mayur River
Mayur River är ett vattendrag i Bangladesh. Det ligger i den södra delen av landet, 140 km sydväst om huvudstaden Dhaka.
Trakten runt Mayur River består till största delen av jordbruksmark. Runt Mayur River är det tätbefolkat, med 947 invånare per kvadratkilometer.